# Колер, Эдмунд Густав Альвин фон
Эдмунд Густав Альвин фон Колер (нем. Edmund Gustav Alwin von Coler; 15 марта 1831, Грёнинген — 26 августа 1901, Берлин) — немецкий военный врач.
В организации военно-санитарной части, которая достигла в Германии того времени отличного состояния и послужила образцом для армий других европейских держав, Колер с конца 1860-х годов принимал видное участие, особенно по вопросу о возможно более широком применении и целесообразном устройстве передвижных бараков, о чём он, вместе с Вернером и Лангенбеком опубликовал сочинение под заглавием Die transportable Lazarettbaracke (2 изд., Берлин, 1890). С 1889 года Колер в качестве генерал-штаб-доктора прусской армии был во главе военно-санитарной части в Пруссии, а с 1892 — также и профессором Берлинского университета.